# Lichenophanes varius
Lichenophanes varius ist ein Käfer aus der Familie der Bohrkäfer. Die Gattung Lichenophanes ist in Europa nur mit zwei Arten vertreten, weltweit werden bei GBIF 41 Arten gelistet. Lichinophanes varius wird in der Vorwarnliste Europäischer saproxylitischer Käfer der Internationalen Union zur Bewahrung der Natur als potentiell gefährdet (Kategorie NT) geführt.

## Bemerkungen zum Namen
Die Erstbeschreibung des Käfers erfolgte 1801 durch Illiger unter dem Namen Apate varia.
Der Gattungsname Apate leitet sich aus altgriechisch απάτη apáte, deutsch ‚Betrug, Täuschung‘ ab und bezieht sich darauf, dass die Käfer sich im Holz verstecken und tot stellen. Der Namensteil varius, a, um ist aus dem Lateinischen entnommen und bedeutet „verschieden, bunt“. Illiger nennt den Käfer auf Deutsch Bunter Trugkäfer, die Buntheit ist aber auf hellbraune Flecken auf den dunkelbraunen Flügeldecken beschränkt.
Die Gattung Lichenophanes wurde 1898 von Lesne aufgestellt und Apate varia als Lichenophanes varius der neuen Gattung zugeordnet. Der Name Lichenophanes ist von altgriechisch λειχήν, λειχήνος leichén, leichénos, deutsch ‚Flechte‘ und φανής phanés, deutsch ‚erscheinend‘ abgeleitet und nimmt darauf Bezug, dass das Aussehen des Käfers an Flechten erinnert.
Der Käfer wurde auch 1807 von Latreille unter dem Synonym Bostrichus Dufouri(i) beschrieben und im gleichen Jahr von Panzer unter dem Namen Apate gallica mit Abbildung (Abb. 1 links) beschrieben.

## Beschreibung

### Käfer
| | |
| Abb. 1: links Stich von 1807, rechts Seitenansicht                                                                                           | |
| | . .                                                                                                |
| Abb. 2: Kopf von unten, teilweise getönt: grün: Kiefertaster, blau: Lippentaster, rot: Oberkiefer                                            | Abb. 3: Fühler, links Schema mit Pfeil auf ein Sinnesfeld rechts 10. und 11. Glied                 |
| | |
| Abb. 4: rechte Hälfte des Hals- schilds, grüner Pfeil auf Hinterecke                                                                         | Abb. 5: Umriss Halsschild blau: Regelfall, grün: Variante                                          |
| | |
| Abb. 6: Ausschnitt Flügeldecken Fleckung durch Haarbüschel                                                                                   | Abb. 7: Pfeile auf kielförmige Buckel der Flügeldeckenbasis                                        |
| | |
| Abb. 8: Tarsus des mittleren Beins getönt pink mit Pfeil: 1. Tarsenglied, gelb: 5. Tarsenglied mit Kralle blau: Schienenende, Preil auf Dorn | Abb. 9: Schema Flügeldecken- rand von schräg unten blauer Pfeil auf Zähnung des Flügeldeckenrandes |
| | |
| Abb. 10: Teilansicht Unterseite grün: Fortsatz des 1. Abdominal- sternits, rot: Hinterhüfte                                                  | Abb. 11: Teilansicht Unterseite grün: Mesosternit, blau: Meta- sternit, rot: Mittelhüfte           |

Die Käfer sind ungewöhnlich länglich und walzenförmig gebaut. Sie werden acht bis dreizehn Millimeter lang. Der ganze Körper ist kaum glänzend braun, oberseits mit braungrauen bis goldenen Haarflecken gesprenkelt.
Der Kopf (Abb. 2 von unten) ist von oben nicht frei sichtbar, sondern zum Großteil unter dem kapuzenförmig vorgezogenen Halsschild verborgen. Er ist kurz und breiter als lang. Die mäßig großen halbkugeligen Augen liegen nahe dem Halsschild. Zwischen den Augen ist der Kopf nur mäßig gewölbt, hinter den Augen ist er nicht abgeschnürt. Er ist runzlig punktiert und unauffällig anliegend graubraun behaart, aber ohne Haarbüschel. Die braunen zehngliedrigen Fühler (Abb. 3) enden in einer dreigliedrigen gelbbraunen Keule. Die drei Keulenglieder tragen je zwei scharf begrenzte runde und vertiefte Sinnesfelder auf der Oberseite (blauer Pfeil in Abb. 3 links auf das rechts liegende Sinnesfeld des letzten Fühlerglieds, in Abb. 3 rechts mehrere gelb verschmutzte Sinnesfelder der Fühlerkeule).
Der Halsschild ist viereckig, etwas länger als breit. Seine Form variiert (Abb. 5). Der optische Vorderrand des Halsschildes ist stumpf dreieckig ausgeschnitten, so dass die Vorderecken eckig nach vorn und leicht nach oben gerichtet sind. Die Hinterecken des Halsschilds sind schwach spitzwinklig ausgezogen (grüner Pfeil in Abb. 4). Mehr als die vordere Hälfte ist sehr grob nach vorn und seitlich geraspelt. Besonders zu den Seiten hin sind die Raspelzähne als stumpfe, etwas nach hinten gerichtete Zähnchen ausgebildet. Der Halsschild wird von einer nach vorn undeutlich werdenden Mittellinie durchlaufen. Zwischen den Zähnen, parallel zur Basis der Mittellinie und an den Hinterecken ist der Halsschild fleckig graubraun behaart (Abb. 4).
Das Schildchen ist ebenfalls kurz graubraun behaart.
Die Flügeldecken sind über doppelt so lang wie der Halsschild, gemeinsam etwas breiter als dieser und fast dreimal so lang wie gemeinsam breit. Die Vorderecken sind rechtwinklig. Die Flügeldecken enden gemeinsam einfach gerundet (Abb. 9 und Abb. 10). Im ersten Viertel der Flügeldecken sind diese kurz leistenförmig bis bucklig erhöht (Abb. 7). Die Flügeldecken sind dicht runzelig punktiert. Drei flach erhöhte Längslinien sind angedeutet. Auf diesen und am Rand sind jeweils Flecken aus graubraunen Haaren undeutlich gereiht (Abb. 6). Der Rand der Flügeldecken ist zumindest hinten gesägt (Abb. 9).
Die Unterseite ist sehr fein und dicht punktiert. Sie ist graubraun behaart. Auch die Innenseite der Schenkel und Schienen sowie die Unterseite der Tarsen sind graubraun behaart. Die Tarsen sind so lang wie die Schienen. Das erste Tarsenglied ist sehr kurz (pinker Pfeil in Abb. 8). Die Schienen sind außen gezähnt, innen enden sie mit einem Dorn (blauer Pfeil in Abb. 8).
Meso- und Metasternum berühren sich am Außenrand der Mittelhüfte (Abb. 11). Der Vorsprung des ersten Abdominalsegments zwischen den Hinterhüften ist vorn abgerundet und eben, nicht als Falte ausgebildet (Abb. 10).

### Larve
Die Larve ist weniger als dreimal so lang wie breit mit stark gewölbtem Rücken und flachem Bauch. Sie ist fleischig und wie ein Engerling gekrümmt. Sie ist schmutzig weiß mit bräunlichem Kopf und gedrungenen Mandibeln. Sie hat sechs weiße mit Borsten besetzte Beine. Kopf und Körperende sind breiter als die Körpermitte.
Perris beschreibt die Larve als nahezu identisch mit der Larve von Apate sexdentata (Sinoxylon sexdentatum) und führt den Unterschied im Bau der Fühler und der Kriechwülste aus.

## Biologie
Der Käfer bewohnt hauptsächlich geschlagenes oder stehendes Totholz von Edelkastanie oder Rotbuche, man findet ihn aber auch in Hainbuchen, verschiedenen Arten von Eichen und Linden, Erlen und Pappeln. Der Käfer ist von Mai bis Juli in alten Parks und urständigen Wäldern, häufig an lichten Waldrändern, zu finden. Perris fand den Käfer regelmäßig in Weinbergen in Stickeln aus Esskastanie. In Italien tritt der Käfer von Meereshöhe bis zu 1300 m Höhe auf.
Er führt eine nächtliche Lebensweise und beginnt an warmen Juniabenden mit Einbruch der Dunkelheit seine Aktivitäten, besonders in feuchten bis regnerischen Nächten. Bei drückendem, gewittrigem Wetter kann er jedoch auch bereits nachmittags aktiv angetroffen werden. Er fliegt dann lebhaft umher, paart sich, und das Weibchen legt die Eier ab. Tagsüber verkriecht sich der Käfer in Ritzen der Rinde oder er zieht sich in seine Schlupflöcher zurück. Diese haben einen kreisrunden Eingang, sie dringen ein bis zwei Zentimeter tief ins Holz ein, dann biegt der Gang ab und verläuft geradlinig etwa eine Daumenlänge bis zur Puppenwiege nach unten.
Die Weibchen legen die Eier in Risse ab. Die jungen Larven fressen sich in allen Richtungen quer durchs Holz, ihre Gänge sind mit Bohrmehl gefüllt. Die Verpuppung findet Ende April statt. Das Puppenstadium dauert zwei Wochen. Im Juni bohrt sich der fertige Käfer ins Freie. Nach einigen Autoren werden nur solche Hölzer befallen, auf denen auch bestimmte Pilze vorkommen, Buchen mit Rotbuchen-Rindenkugelpilz, Eichen mit anderen Biscogniauxia-Arten.

## Verbreitung
Der Käfer kommt in Europa, Nordafrika und Asien vor. In Europa ist er aus Albanien, Armenien, Aserbaidschan, Bosnien und Herzegowina, Bulgarien, Deutschland, Estland, Frankreich mit Korsika, Griechenland mit Zypern, Italien mit Sardinien und Sizilien, Kroatien, Moldawien, Nordmazedonien, Polen, Portugal, Rumänien, Schweiz, Slowenien, Slowakei, Spanien, Tschechien, Türkei, Ukraine, Ungarn, Zentralrussland und Südrussland bekannt. In Nordafrika wurde er aus Algerien, Ägypten. Libyen, Marokko und Tunesien gemeldet. In Asien wurde er in der Türkei, im Iran, Syrien und Turkmenistan gefunden.